# Macrosolen tomentosus
Macrosolen tomentosus är en tvåhjärtbladig växtart som beskrevs av Carl Ludwig von Blume. Macrosolen tomentosus ingår i släktet Macrosolen och familjen Loranthaceae. Inga underarter finns listade i Catalogue of Life.
Macrosolen tomentosus är, likt andra arter i släktet, en halvparasitisk växt som växer på värdväxters grenar och suger upp vatten och mineraler genom särskilda strukturer kallade haustorier. Den har oftast ulliga eller håriga blad (därav artepitetet tomentosus, som betyder "luden" eller "ullig" på latin). Blommorna är rörformade och ofta färggranna, vilket gör att arten kan attrahera fåglar för pollinering. 